# Vasily Lanovoy
Vasili Semiónovich Lanovói (en ruso: Василий Семёнович Лановой; Moscú, 16 de enero de 1934 - Ibidem., 28 de enero de 2021) fue un actor soviético y ruso que trabajó en el Teatro Vajtángov de Moscú. También fue conocido como el presidente del Festival de Cine para Niños de Artek. Los honores de Lanovói incluyen el Premio KGB, el Premio Lenin y el título de Artista del Pueblo de la URSS. En 2019, recibió el título de Héroe del Trabajo de la Federación de Rusia.

## Primeros años
Lanovói nació en Moscú, en el seno de una familia de campesinos ucranianos. Sus padres, originarios de la zona rural de Odesa, escaparon de la hambruna hacia Moscú. Sin embargo, la ocupación nazi/rumana de la Segunda Guerra Mundial atrapó al pequeño Vasili en el sur de Ucrania con los parientes de su aldea, mientras que sus padres fueron evacuados a la retaguardia soviética como trabajadores de una empresa industrial de importancia militar.

## Carrera
Lanovói saltó a la fama interpretando personajes atrevidos, combinando bravuconería heroica con una sensibilidad típica de los héroes rusos, una tendencia evidente en muchos de sus primeros largometrajes, como Certificado de madurez (1954) y Pável Korchaguin (1956).
Los muchos papeles cinematográficos de Lanovói de la década de 1960 incluyen a Anatole Kuraguin en Guerra y paz de Serguéi Bondarchuk y Conde Vronsky en la versión cinematográfica de Anna Karénina. En este momento, ha intentado crear complejos retratos psicológicos de sus personajes.
Sin embargo, es conocido por sus papeles en películas icónicas con el tema de la Segunda Guerra Mundial de la década de 1970. Lanovói interpretó a Iván Varavva, uno de los personajes principales de la saga de 1971 Oficiales, que se convirtió en una película que reafirma la vida de los oficiales del ejército soviético. También interpretó un papel secundario del general de las SS Karl Wolff en la serie de televisión de suspenso y espionaje de culto Diecisiete instantes de una primavera (1973).
En la década de 2000, Lanovói apareció principalmente en los roles de jefes de partido de la era soviética, como Yuri Andrópov en la serie de televisión de 2005 Brézhnev. En 2012, interpretó el papel del cardenal Richelieu en la miniserie/película rusa Los tres mosqueteros.

## Puntos de vista políticos
En 2014, firmó una petición apoyando las acciones de Vladímir Putin en la anexión de Crimea. Por esto se le prohibió entrar en Ucrania. Crimea está desde marzo de 2014 en disputa por Rusia y Ucrania.
Criticó las manifestaciones ucranianas de Euromaidán (finales de 2013 hasta principios de 2014), alegando que Estados Unidos estaba utilizando a los ucranianos para su propio beneficio político.

## Vida personal
Lanovói estaba casado con Irina Kúpchenko, ella misma una famosa actriz soviética educada en Kiev. Su primera esposa fue otra estrella de cine, Tatiana Samóilova, conocida por su papel principal en Cuando pasan las cigüeñas.
Lanovói falleció por complicaciones del COVID-19 en un hospital de Moscú el 28 de enero de 2021, menos de dos semanas después de cumplir 87 años.

## Premios y honores
- 1971 - Mejor actor del año, según una encuesta de la revista Sovetsky Ekran (para la película Oficiales).
- 1978 - Artista popular de la RSFS de Rusia.
- 1980 - Premio Lenin - por participación en el documental La Gran Guerra Patria.
- 1983 - Premio KGB por la película "Lucha en la encrucijada".
- 1984 - Premio del Ministerio del Interior de la URSS - por la película Proceder con la eliminación.
- 1985 - Artista popular de la URSS.
- 1994 - Orden de Amistad de los Pueblos - por méritos en el desarrollo del arte teatral.
- 2001 - Orden de Honor.
- 2004 - Orden al Mérito de la Patria, 4a clase - por su gran contribución al desarrollo del arte teatral.
- 2004 - Orden del Mérito, 3.ª clase (Ucrania) - por su alta profesionalidad y contribución considerable al desarrollo de las relaciones culturales ruso-ucranianas.
- 2008 - Orden al Mérito de la Patria, 3.ª clase - por su contribución al desarrollo de las artes teatrales y cinematográficas domésticas, un trabajo social de varios años.
- 2008 - Premio especial del presidente de Bielorrusia "por preservar y desarrollar tradiciones de espiritualidad en el cine".
- 2009 - "Gran Premio Literario de Rusia" (Unión de Escritores Rusos), el premio "En beneficio de Rusia" por su destacada contribución al desarrollo de la cultura rusa.
- 2010 - Premio de arte Tsarskosélskaya.
- 2019 - Héroe del Trabajo de la Federación de Rusia.

## Filmografía seleccionada
- Certificado de madurez (1954).
- Velas escarlatas (1961).
- El viaje atigrado (1961).
- Entrando en una tormenta (1965).
- Guerra y paz (1966-1967).
- Solaris (película de televisión de 1968).
- Oficiales (1971).
- Diecisiete instantes de una primavera (serie de televisión de 1972).
- Los días de los Turbín (1976).
- Soldados de la libertad (1977).
- Pequeñas cosas de la vida (serie de televisión de 1992-1997)
- Novela de caballerías (2000).
- Brézhnev (2005).
- Los tres mosqueteros (2013).